# Exo-CBX
EXO-CBX (кор. 엑소-첸백시; также известны как ChenBaekXi или CBX) — первый официальный саб-юнит южнокорейского бой-бэнда EXO. Сформирован в 2016 году компанией S.M. Entertainment и состоит из трёх участников: Сюмина, Бэкхёна и Чена. Дебют состоялся 31 октября 2016 года с мини-альбомом Hey Mama!

## Карьера

### 2016: Формирование и дебют сHey Mama!
29 июля 2016 года Чен, Бэкхён и Сюмин появились в видеоролике «Reservoir Idols», который был показан на концерте EXO в Сеуле в рамках тура Exo Planet 3 — The Exo’rdium. 23 августа был выпущен саундтрек «For You» к дораме «Алые сердца: Корё». 5 октября S.M. Entertainment подтвердили информацию о создании первого официального саб-юнита. 23 октября они впервые выступили с «For You» в качестве юнита на 2016 Busan One Asia Festival. 24 октября было объявлено название, состоящее из первых букв сценических имён его участников.
31 октября состоялся релиз дебютного мини-альбома Hey Mama!, который состоял из пяти песен различных жанров. Их первое выступление состоялось 3 ноября на M! Countdown. 6 ноября вышел видеоклип на песню «The One», который являлся видеороликом «Reserviour Idols». Hey Mama! заняла вершины чартов Gaon и мирового альбомного чарта Billboard. 15 ноября они одержали первую телевизионную победу на The Show. В конце ноября саб-юнит выпустил ремейк песни «Crush U» для игры Blade & Soul, а 18 ноября выступили на N-Pop Showcase Concert. 25 декабря на «Crush U» был выпущен клип.

### 2017-настоящее время: Японский дебют сGirls
10 марта 2017 года в прямой трансляции EXO-CBX объявили, что готовятся к майскому дебюту в Японии. 1 апреля был анонсирован выход дебютного японского альбома Girls, назначенный на 24 мая. 1 мая состоялась премьера короткой версии видеоклипа на сингл «Ka-CHING!».
С 1 по 4 апреля в официальном аккаунте EXO в Твиттере публиковались тизеры к предстоящему возвращению. И примерно в это же время был опубликован трек-лист нового альбома. Вместе с трек-листом были выложены фото-тизеры, а днем ранее был опубликован последний видео-тизер с Сюмином на официальном аккаунте S.M. Entertaiment в Youtube. 8 апреля был выложен уже тизер самого клипа, а 10 апреля EXO-CBX презентовали альбом под названием «Blooming Days» с одноименной заглавной песней.

## Дискография

### Студийные альбомы
| Название | Детали                                                                       | Пиковые позиции | Пиковые позиции | Продажи                                    |
| Название | Детали                                                                       | JPN Hot         | JPN Oricon      | Продажи                                    |
| -------- | ---------------------------------------------------------------------------- | --------------- | --------------- | ------------------------------------------ |
| Magic    | - Релиз: 9 мая, 2018 (JPN) - Лэйбл: Avex Trax - Формат: CD, digital download | 3               | 1               | - JPN: 64,417+ (Phy.) - JPN: 1,331+ (Dig.) |

### Мини-альбомы
| Название      | Информация об альбоме                                                                       | Пиковые позиции в чартах | Пиковые позиции в чартах | Пиковые позиции в чартах | Пиковые позиции в чартах | Продажи                                     |
| Название      | Информация об альбоме                                                                       | KOR                      | JPN                      | TW                       | US World                 | Продажи                                     |
| Корейские     | Корейские                                                                                   | Корейские                | Корейские                | Корейские                | Корейские                | Корейские                                   |
| ------------- | ------------------------------------------------------------------------------------------- | ------------------------ | ------------------------ | ------------------------ | ------------------------ | ------------------------------------------- |
| Hey Mama!     | - Выпущен: 31 октября 2016 года - Лейбл: S.M. Entertainment - Формат: CD, цифровая загрузка | 1                        | 14                       | 3                        | 1                        | - KOR: 279,674+ - JPN: 11,445+              |
| Blooming Days | - Выпущен: 10 апреля 2018 года - Лейбл: S.M. Entertainment - Формат: CD, цифровая загрузка  | 1                        | 20                       | 10                       | 2                        | - KOR: 363,567 - CHN: 107,012 - JPN: 13,513 |
| Японские      |                                                                                             |                          |                          |                          |                          |                                             |
| Girls         | - Выпущен: 24 мая 2017 года - Лейбл: Avex Trax - Формат: CD, цифровая загрузка              | —                        | 2                        | —                        | —                        | - JPN: 71,933                               |

### Синглы
| Название                | Год  | Пиковая позиция в чартах | Пиковая позиция в чартах | Пиковая позиция в чартах | Пиковая позиция в чартах | Пиковая позиция в чартах | Продажи        | Альбом            |
| Название                | Год  | KOR                      | KOR Hot.                 | CHN Alibaba              | JPN Hot.                 | US World                 | Продажи        | Альбом            |
| ----------------------- | ---- | ------------------------ | ------------------------ | ------------------------ | ------------------------ | ------------------------ | -------------- | ----------------- |
| «Hey Mama!»             | 2016 | 4                        | н/д                      | 11                       | —                        | 7                        | - KOR: 285,728 | Hey Mama!         |
| «Ka-CHING!»             | 2017 | —                        | н/д                      | 4                        | —                        | —                        | н/д            | Girls and Magic   |
| «Blooming Day» (花요일) | 2018 | 20                       | 2                        | н/д                      | —                        | 8                        | н/д            | Blooming Days     |
| «Horololo»              | 2018 | —                        | —                        | н/д                      | 100                      | —                        | н/д            | Magic             |
| «Paper Cuts»            | 2019 | —                        | —                        | н/д                      | 47                       | —                        | - JPN: 1,122   | Сингл вне альбома |

### Промосинглы
| Название                                               | Год  | Пиковая позиция в чартах | Продажи       | Альбом                  |
| Название                                               | Год  | KOR                      | Продажи       | Альбом                  |
| ------------------------------------------------------ | ---- | ------------------------ | ------------- | ----------------------- |
| «Crush U»                                              | 2016 | —                        | - KOR: 20,936 | Blade & Soul OST        |
| «Beautiful World» (아름다운 강산)                      | 2018 | —                        | н/д           | KONA Electric X EXO-CBX |
| «—» означает, что релиз не попал в чарт данной страны. |      |                          |               |                         |

### Другие песни, попавшие в чарты
| Название              | Год  | Пиковая позиция в чартах | Продажи       | Альбом    |
| Название              | Год  | KOR                      | Продажи       | Альбом    |
| --------------------- | ---- | ------------------------ | ------------- | --------- |
| «The One»             | 2016 | 22                       | - KOR: 91,926 | Hey Mama! |
| «Rhythm After Summer» | 2016 | 28                       | - KOR: 69,690 | Hey Mama! |
| «Juliet»              | 2016 | 27                       | - KOR: 71,044 | Hey Mama! |
| «Cherish»             | 2016 | 25                       | - KOR: 90,891 | Hey Mama! |

## Фильмография

### DVDs
| Название                                        | Детали                                                                | Пиковые позиции | Пиковые позиции | Продажи       |
| Название                                        | Детали                                                                | JPN             | JPN             | Продажи       |
| Название                                        | Детали                                                                | DVD             | Blu-ray         | Продажи       |
| ----------------------------------------------- | --------------------------------------------------------------------- | --------------- | --------------- | ------------- |
| EXO-CBX «Magical Circus» Tour 2018              | - Релиз: 26 сентября, 2018 - Язык: Японский - Лэйбл: SM Entertainment | 3               | 3               | - JPN: 21,292 |
| EXO-CBX «MAGICAL CIRCUS» 2019 -Special Edition- | - Релиз: 21 августа, 2019 - Язык: Японский - Лэйбл: SM Entertainment  | TBA             | TBA             | TBA           |

## Награды и номинации

### Музыкальные программы

#### The Show
| Год  | Дата      | Песня       |
| ---- | --------- | ----------- |
| 2016 | 15 ноября | «Hey Mama!» |